# Lokakszema
Lokakszema (ur. 136; 支婁迦讖 Zhī Lóujiāchèn lub 支讖 Zhī Chèn) – pierwszy tłumacz sutr mahajany w Chinach.
Pochodził z Kuszanów (Chińczycy określali jego pochodzenie etniczne jako Yuezhi 月氏) z państwa Gandhary. Najwyraźniej kuszański władca Kaniszka nie był źle nastawiony do świeżo powstałej mahajany, więc jego państwo stało się silnym ośrodkiem buddyzmu, wysyłającym misjonarzy do Chin.
Około 150 roku Lokakszema przybył na dwór dynastii Han (25-220) w Luoyangu (洛陽). Po pewnym czasie (zapewne uczył się języka chińskiego) rozpoczął prace przekładowe w latach 178-189. Był pierwszym mnichem indyjskim, który udał się do Chin z sutrami mahajany. W ciągu jego translatorskiego okresu przetłumaczył ponad dwadzieścia sutr. Do dzisiejszych czasów przetrwało ich dwanaście. Są to m.in. 
- Dàoxíng bānruò jīng 道行般若經 ("Praktyka Drogi") - bardzo wczesna wersja Mahāprajñāpāramitā Sūtra
- Bānzhōu sānmèi jīng 般舟三昧經 - Pratyutpanna Samādhi Sūtra
- Ādūshì wáng jīng 阿闍世王經
- Za biyu jing 雜譬喩經
- Shou lengyan jing 首楞嚴經
- Wuliang qingjing pingdeng jue jing 無量淸淨平等覺經
- Baoji jing 寶積經
- Shoulengyan jing 首楞严经 - Śurangama Sutra
- Dousha jing 兜沙经 - pierwsze przedstawienie Avatamsaka Sutra
- Ashe shiwang jing 阿闍世王經 - Ajātaśatru-kaukṛtyavinodana-sūtra

Z tych sutr dwie związane były z buddą Amitabhą. Są to Wuliang qingjing pingdeng jue jing oraz Bānzhōu sānmèi jīng. Te dwie sutry zapoczątkowały powstanie chińskiego amidyzmu. Huiyuan (慧遠, 334-416) uważany za pierwszego patriarchę Szkoły Czystej Krainy, założył Stowarzyszenie Białego Lotosu na górze Lu (廬山白蓮社) w 402 roku.
Z kolei Dàoxíng bānruò jīng - pierwsza z serii tłumaczeń sutr Pradźni - stała się fundamentem mahajany w Chinach.